# Gare de Steinbourg
Gare de Steinbourg vasútállomás Franciaországban, Steinbourg településen.

## Vasútvonalak
Az állomást az alábbi vasútvonalak érintik:
- Noisy-le-Sec-Strasbourg-Ville-vasútvonal
- Steinbourg-Schweighouse-sur-Moder-vasútvonal

## Kapcsolódó állomások
A vasútállomáshoz az alábbi állomások vannak a legközelebb:
- Gare de Dettwiller (Gare de Sélestat)
- Gare de Saverne (Gare de Saverne)